# Hardinsburg (Indiana)
Hardinsburg – miasto w Stanach Zjednoczonych, w stanie Indiana, w hrabstwie Washington.